# ناو کلاس پالادا
کروزر کلاس پالادا (به انگلیسی: Pallada-class cruiser) یک کلاس از کشتی است که طول آن ۴۱۵ فوت ۸ اینچ (۱۲۶٫۷ متر) می‌باشد.